# Кожемялка

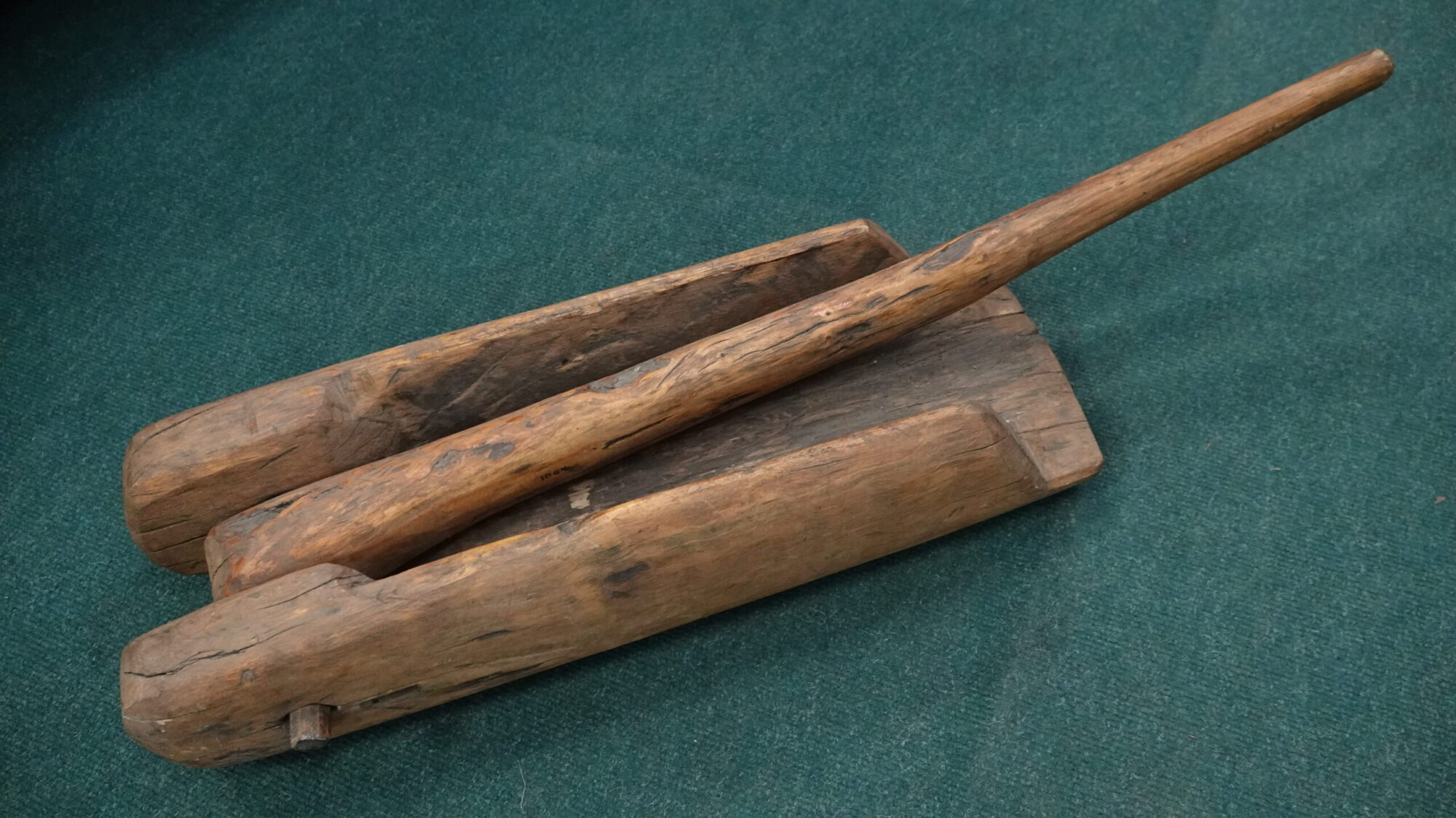
Кожемялка

Кожемялка (якут. «талкы») — инструмент для выделки шкуры животных. Обычно вырезан из дерева или черепа лошади.
Вплоть до XVII века якуты использовали шкуры домашних и диких животных в качестве основного материала для одежды. Для изготовления обуви использовался более жёсткий внешний покров  крупных животных, таких как: лошадей, коров, лосей и оленей. Повсеместное использование шкур животных сделало обязательным для каждой семьи освоение ремесла выделки кожи. В каждом доме для этого имелся специальный инвентарь, в который входило множество мелких режущих инструментов, использовавшихся для создания различных изделий. Жители Крайнего Севера, помимо одежды, строили из шкур также свои жилища — чумы и урасы.

## Классификация
Классификация производится по особенностям верхней части и её расположению.
- 1 тип – наклонная (ствольная);
- 2 тип – горизонтальная (продольно соструганная из бревна);
- 3 тип – горизонтальная (дощатая);
- 4 тип – вертикальная (вращающая).